# 彼得·喬治·彼得森
彼得·乔治·彼得森，（英語：Peter George Peterson，1926年6月5日—2018年3月20日），是美国著名商人，投资银行家，慈善家以及作家。黑石集团联合创始人。彼得·乔治·彼得森基金会创始人。曾经担任尼克松内阁的美国商务部长。

## 人物生平

### 早期生活
彼得·乔治·彼得森出生于內布拉斯加州，起初在麻省理工学院读书，后来转至西北大学，1947年以最高等荣誉毕业。1948年投身于一家市场研究的芝加哥公司。1951年拿到芝加哥大学的工商管理硕士学位并出任之前公司的执行副总裁。
1958年加入电影器材公司Bell & Howell。1969年，他被慈善家约翰·洛克菲勒三世和前财政部长道格拉斯·狄龙应邀主持一个委员会，基金会和非公募基金会，这后来被称为彼得森委员会。尔后美国政府通过了该委员会倡议，包括支付他们的每年需要的最低比例资金基础。

### 从政经历
1971年，他被美国总统尼克松任命为总统助理负责国际经济事务。 1972年他担任美国商务部长，为期一年。当时他担任尼克松总统的国家委员会主席，负责生产率研究。还被任命为美国苏联商业委员会主席。1973年担任雷曼兄弟主席和的首席执行官直到1984年。
1994年2月，克林顿总统命名彼得森作为两党委员会权利的成员，和参议员鲍勃克里和约翰·丹福思共同主持税法改革。此外他还担任公共信托的会议委员会委员会的和民营企业联席主席（由约翰·威廉·史诺共同主持）。
1985年他在戴维·洛克菲勒之后成功接任美国外交关系协会会长，一直工作直到2007年退休。目前担任洛克斐勒家族的日本学会和现代艺术博物馆的受托人，是洛克菲勒中心的董事会成员。他创建彼得森国际经济研究所（前身为“国际经济研究所”，2006年以他名字命名），以及经济发展委员会的理事主席。
他担任2000年和2004年之间的纽约联邦储备银行主席。

### 经商经历
1985年，他与苏世民合作，联合创建私募股权投资和投资管理公司—黑石集团，并且出任集团公司主席。正是黑石集团的股份带来了巨大的财富，特别是2007年公司上市分得的19亿美元资产，即资助他的许多慈善事业和基金会。1992年，他成为一家主张减少联邦预算赤字的两党市民团体—协和联盟的联合创始人之一。
彼得森还投资过一家新闻网站—财政时报。该网站主要关注当前的经济问题，包括联邦预算中，日益增加的财政赤字，福利，医疗保健，个人储蓄，税收和全球经济的报告等。财政时报撰稿人和编辑包括几位为《纽约时报》和《华盛顿邮报》工作过的经验丰富的经济学记者。
2008年他创办了彼得·乔治·彼得森基金会（PGPF），致力于传播对有关国家债务的财政可持续性问题，联邦赤字，社会保障政策，税收政策，提高公众意识的组织。

## 著作
- Facing Up: How to Rescue the Economy from Crushing Debt and Restore the American Dream. Simon & Schuster; First Edition (November 8, 1993). ISBN 978-0-671-79642-6
- Will America Grow up Before it Grows Old: How the Coming Social Security Crisis Threatens You, Your Family and Your Country. Random House; 1 edition (October 8, 1996). ISBN 978-0-679-45256-0
- Gray Dawn: How the Coming Age Wave Will Transform America—and the World. Three Rivers Press (September 26, 2000). ISBN 978-0-8129-9069-0
- On Borrowed Time: How the Growth in Entitlement Spending Threatens America's Future with  Neil Howe. Transaction Publishers (May 1, 2004). ISBN 978-0-7658-0575-1
- Running on Empty: How the Democratic and Republican Parties Are Bankrupting Our Future and What Americans Can Do About It. Picador (June 16, 2005). ISBN 978-0-312-42462-6
- The Education of an American Dreamer: How a Son of Greek Immigrants Learned His Way from a Nebraska Diner to Washington, Wall Street, and Beyond. Twelve (June 8, 2009). ISBN 978-0-446-55603-3